# Stazione di Spoleto
La stazione di Spoleto è la stazione principale del comune di Spoleto: si trova sulla linea Roma-Ancona. Nel comune di Spoleto sono presenti anche altre due stazioni, di minor importanza, a servizio di due piccole frazioni San Giacomo, ormai chiuso ai viaggiatori e quindi in disuso e Baiano.

## Storia
La costruzione della linea Roma-Ancona fu preceduta da un lungo dibattito sui possibili tracciati, proprio in corrispondenza del tratto umbro. La scelta del tracciato della valle del Serra, tra Terni e Spoleto, prevalse su altri ipotizzati come la valle del Tevere e la Valnerina. Nel maggio del 1856 il governo pontificio diede il via ai lavori che, per motivi finanziari e difficoltà tecniche, si protrassero fino al 1866. 
Nel 1937, dopo molti solleciti alla direzione delle Ferrovie da parte del comune, iniziarono i lavori di ampliamento della stazione, che tra interruzioni, lentezze e aumenti di spesa, terminarono solo nell'ottobre del 1942; ma il bombardamento del 18 marzo 1944 distrusse ogni cosa. 
L'attuale fabbricato viaggiatori fu costruito su progetto dell'ing. Paolo Perilli e inaugurato nel 1948.
Dal giorno 21 ottobre 2013 sono stati soppressi i binari 4 (di circolazione) e 5 (secondario).

## Dati ferroviari
Solo nel 1939 la linea fu dotata del sistema di corrente continua ad alto potenziale.
Il fabbricato viaggiatori della stazione è stato recentemente ristrutturato ed offre diversi servizi per i viaggiatori come biglietteria, caffè ed edicola.
Il piazzale della stazione è dotato di cinque binari tutti passanti, tre per il servizio passeggeri, muniti di banchina e collegati tramite un sottopassaggio e due per il servizio merci non dotati di marciapiede. È presente uno scalo merci a cui fanno testa due binari tronchi anche se il traffico merci è sparito da tempo. In passato la stazione aveva anche una funzione di interscambio poiché sull'antistante viale Trento e Trieste vi era una fermata su sede stradale della linea per Norcia a scartamento ridotto, aperta nel 1926 e chiusa nel 1968.
Il traffico viaggiatori è buono e vi fermano quasi tutti i treni. Data l'importanza della stazione, sul piazzale adiacente passano numerose linee di autobus che collegano varie località.
La stazione è servita da collegamenti a lunga percorrenza operati da Trenitalia, nonché dai servizi regionali svolti anch'essi da Trenitalia nell'ambito del contratto di servizio stipulato con la Regione Umbria. I treni appartengono alle seguenti categorie di servizio:
- Frecciargento
  - Roma - Ravenna (con fermate a Terni, Foligno, Fabriano, Jesi, Falconara M., Pesaro, Rimini), 1 coppia al giorno
- InterCity
  - Roma - Ancona/S. Benedetto del T.
  - Roma - Perugia
  - Milano - Terni
- Regionale Veloce
  - Roma - Foligno/Ancona/Perugia
  - Firenze - Spoleto
- Regionale
  - Orte/Terni- Foligno/Perugia/Terontola

## Teodelapiodi Alexander Calder
Nel piazzale all'esterno della stazione dal 1962 è possibile ammirare il Teodelapio, scultura monumentale di Alexander Calder (unica opera di questo tipo in Italia realizzata da Calder), creata per la mostra open air intitolata Sculture in città, organizzata da Giovanni Carandente in occasione del V Festival dei Due Mondi.
A esposizione conclusa, l'opera d'arte fu generosamente donata alla città dal suo artefice.

## Servizi
La stazione dispone di:
- Biglietteria
- Capolinea autolinee
- Sottopassaggio
- Bar

## Galleria d'immagini

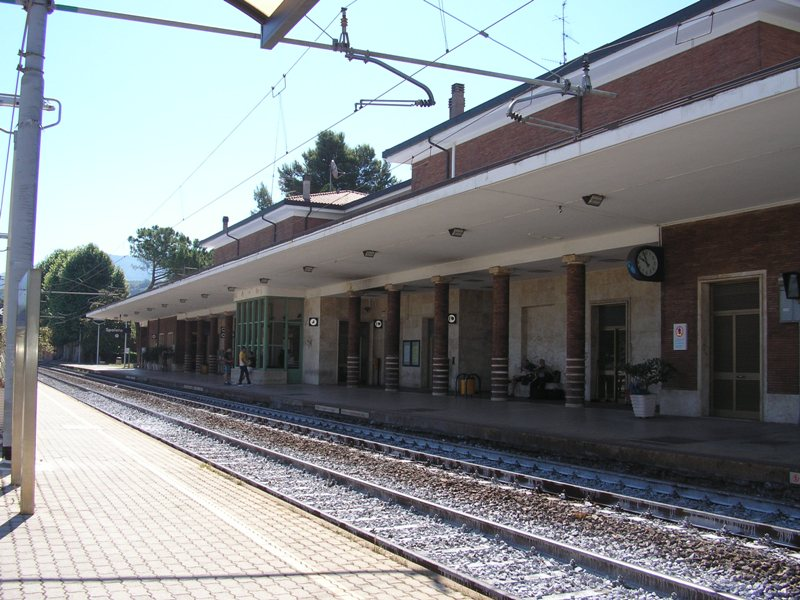
Vista del fabbricato viaggiatori dai binari
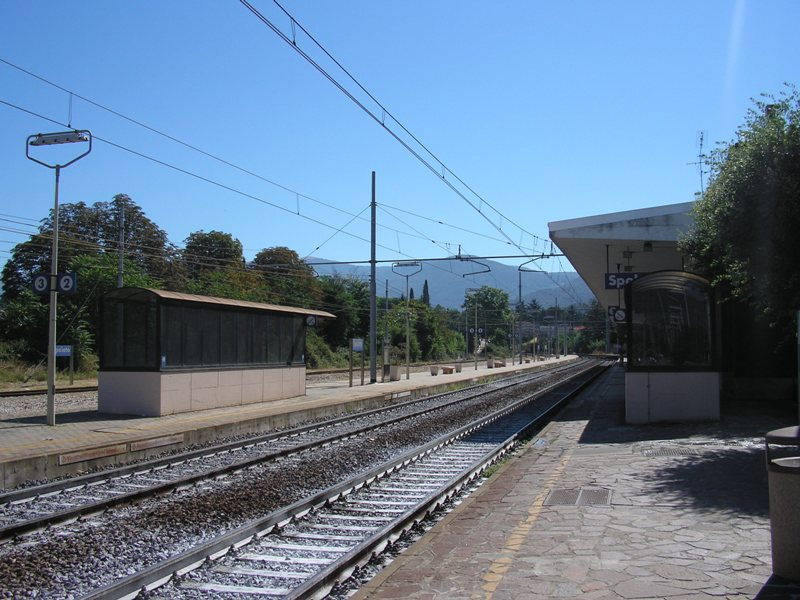
Il fascio binari